# جون أندروود
جون أندروود (بالإنجليزية: John Underwood)‏ هو لاعب كرة قدم أمريكية أمريكي، ولد في 27 مارس 1901 في هوني غروف في الولايات المتحدة، وتوفي بنفس المكان في 15 ديسمبر 1932.

## وصلات خارجية
- جون أندروود على موقع مرجع كرة القدم المحترفة.كوم (الإنجليزية)
- جون أندروود على موقع JustSportsStats.com (الإنجليزية)